# Bromyard
Bromyard – miasto w Wielkiej Brytanii, w Anglii, w regionie West Midlands, w hrabstwie Herefordshire. W 2001 r. miasto to zamieszkiwało 4 000 osób.